# Torri gemelle più alte del mondo
Il termine torri gemelle in architettura si riferisce a due strutture alte con caratteristiche quasi identiche e un'altezza simile, di solito costruite l'una vicina all'altra e parte di un singolo complesso. Gli elenchi sottostanti elencano la maggior parte delle strutture gemelle e altre strutture a più torri più alte del mondo. Edifici e strutture più basse di 100 metri non sono inclusi. 

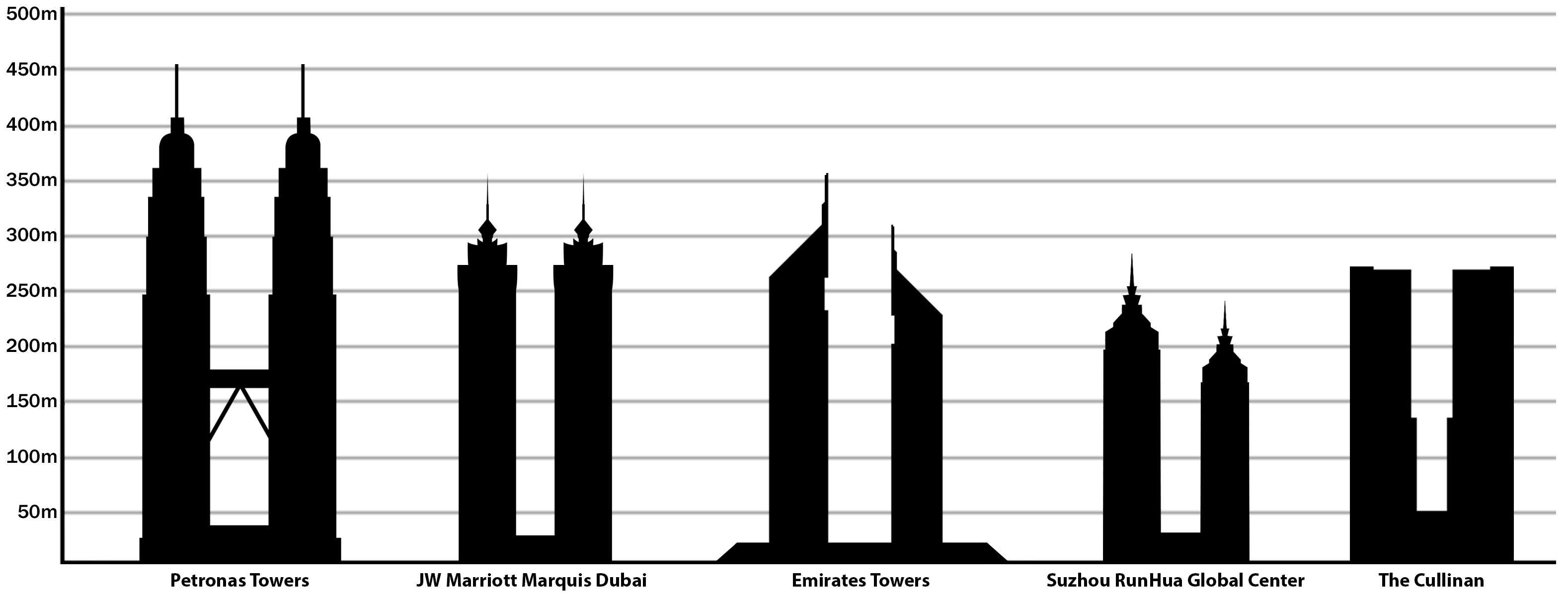
Gli edifici gemelli più alti del mondo

## Elenco

### Edifici completati

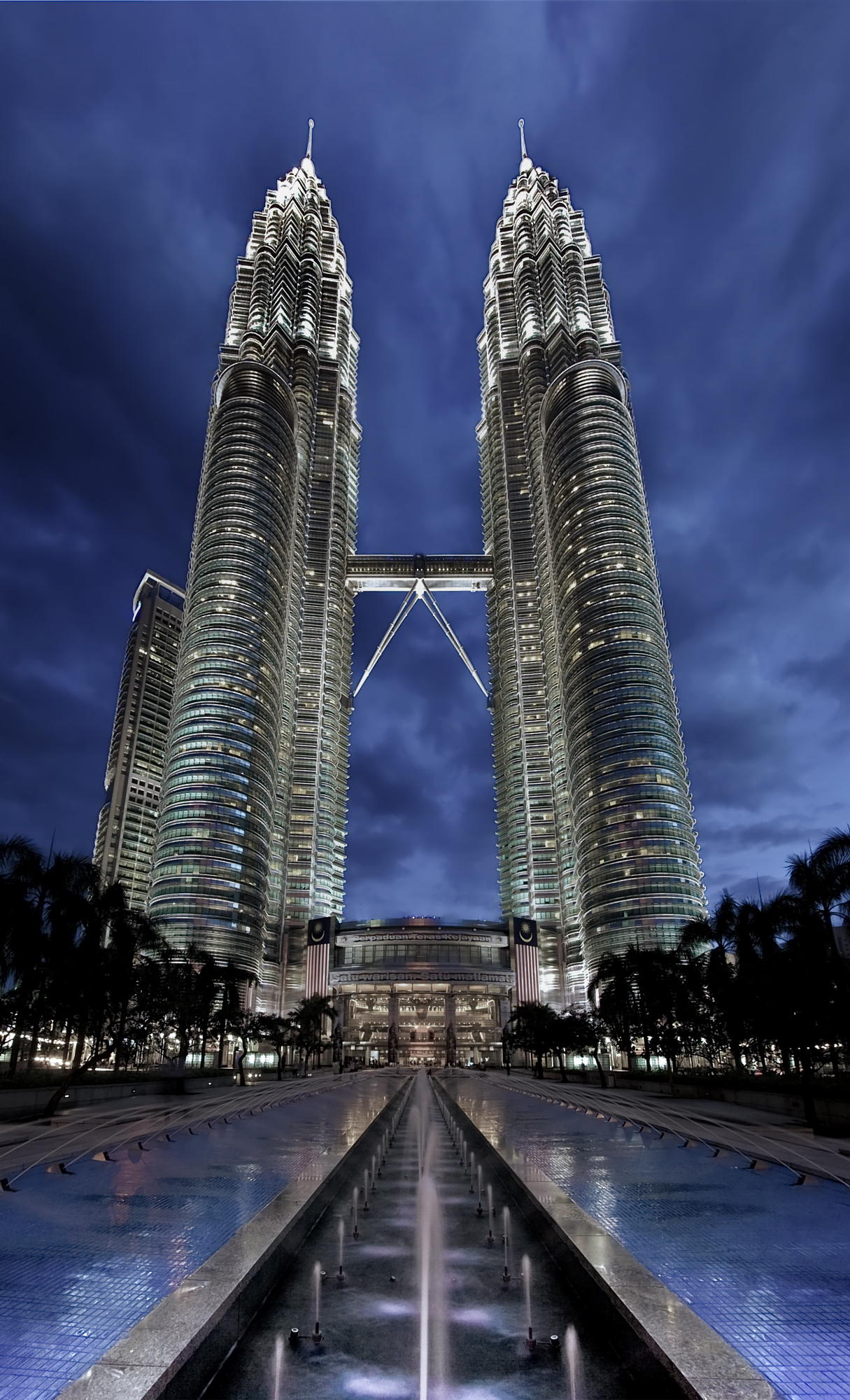
Il complesso di torri gemelle più alto del mondo, le Torri Petronas, con il ponte sospeso chiaramente visibile al centro

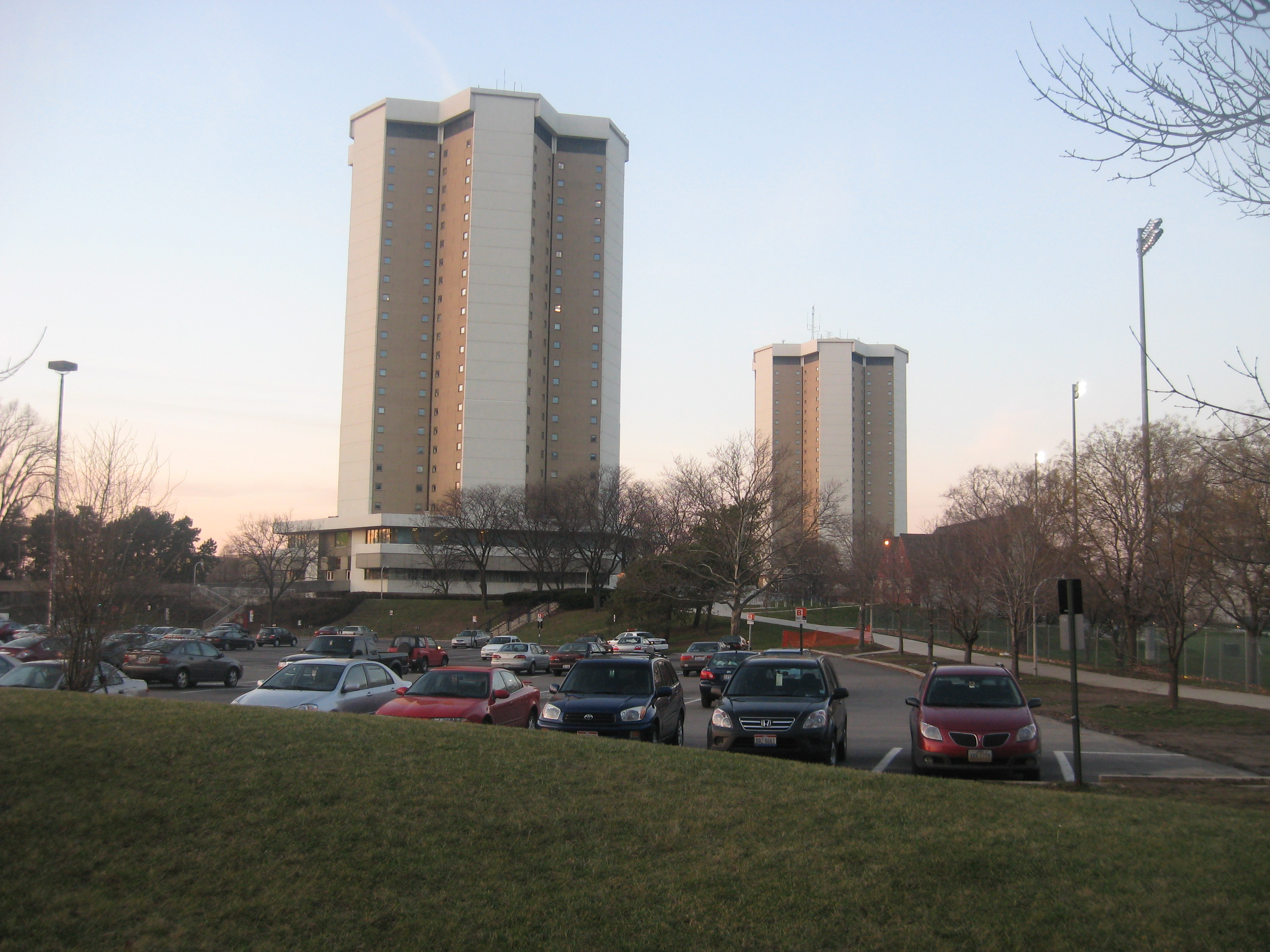
Lincoln e Morrill Towers, nel campus della Ohio State University

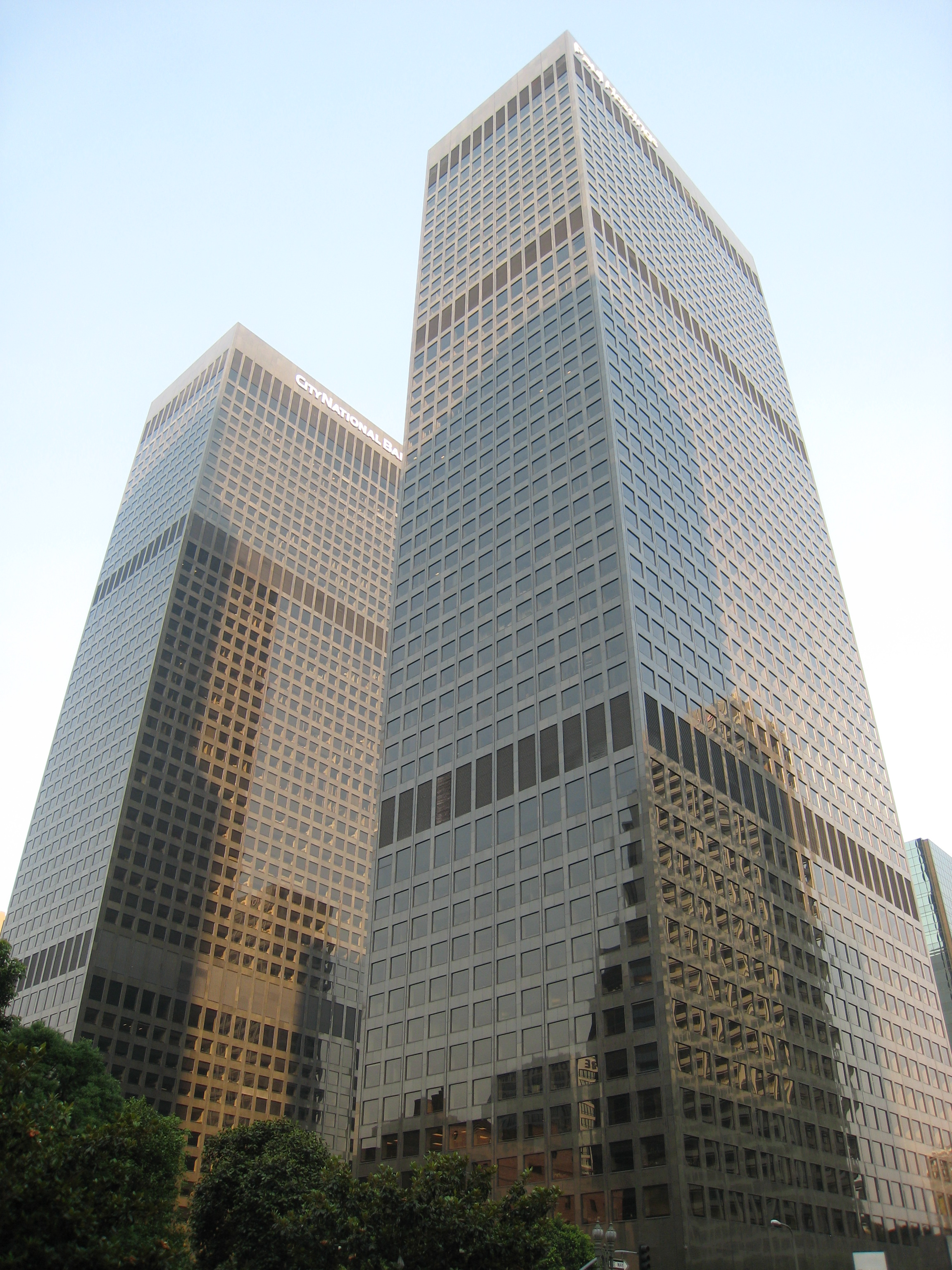
City National Plaza, a Los Angeles, fu per un breve periodo il più alto complesso di Torri Gemelle del mondo, fino a quando il World Trade Center fu completato.

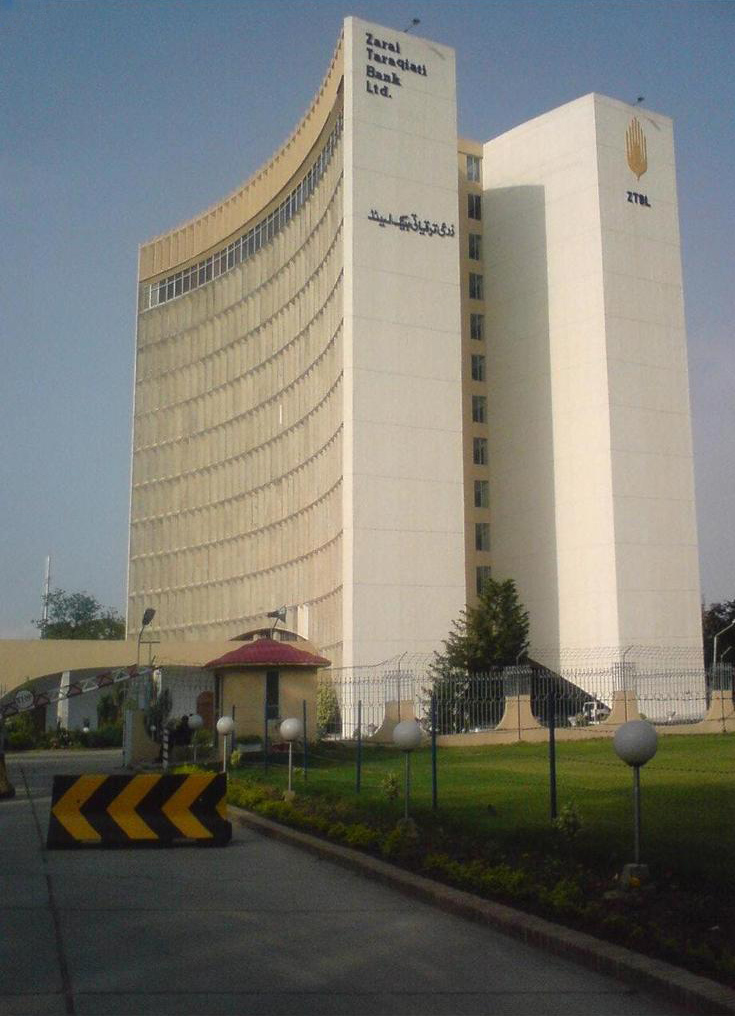
Sede centrale della Zarai Taraqiati Bank a Islamabad, in Pakistan

Il seguente elenco include solo edifici gemelli che sono considerati abitabili. 
| Nome                                          | Città                  | Paese                           | Altezza m (piedi)  | Piani (Torre 1/Torre 2) | Note                                       |
| --------------------------------------------- | ---------------------- | ------------------------------- | ------------------ | ----------------------- | ------------------------------------------ |
| Torri Petronas                                | Kuala Lumpur           | Malaysia (bandiera)             | 451,8 m (1 482 ft) | 88/88                   | Torri gemelle più alte del mondo.          |
| JW Marriott Marquis Dubai                     | Dubai                  | Emirati Arabi Uniti (bandiera)  | 355 m (1 165 ft)   | 77/77                   |                                            |
| Emirates Towers                               | Dubai                  | Emirati Arabi Uniti (bandiera)  | 354 m (1 161 ft)   | 54/56                   |                                            |
| Huaguoyuan Towers                             | Guiyang                | Cina (bandiera)                 | 335 m (1 099 ft)   | 74/74                   | Torri gemelle più alte della Cina.         |
| City of Capitals                              | Moscow                 | Russia (bandiera)               | 301 m (988 ft)     | 76/65                   | Torri gemelle più alte d'Europa.           |
| The Cullinan                                  | Hong Kong              | Cina (bandiera)                 | 270 m (886 ft)     | 68/68                   |                                            |
| Al Kazim Towers                               | Dubai                  | Emirati Arabi Uniti (bandiera)  | 265 m (869 ft)     | 53/53                   |                                            |
| Grand Gateway Shanghai                        | Shanghai               | Cina (bandiera)                 | 262 m (860 ft)     | 52/52                   |                                            |
| Bahrain Financial Harbour                     | Manama                 | Bahrein (bandiera)              | 260 m (853 ft)     | 53/53                   |                                            |
| The Imperial                                  | Mumbai                 | India (bandiera)                | 256 m (840 ft)     | 60/60                   |                                            |
| Palm Towers                                   | Doha                   | Qatar (bandiera)                | 251 m (823 ft)     | 58/58                   | [ 3 ]                                      |
| Angsana Hotel & Suites                        | Dubai                  | Emirati Arabi Uniti (bandiera)  | 250 m (820 ft)     | 49/49                   |                                            |
| Futures Trading Plaza                         | Dalian                 | Cina (bandiera)                 | 243 m (797 ft)     | 53/53                   |                                            |
| Bahrain WTC                                   | Manama                 | Bahrein (bandiera)              | 240 m (787 ft)     | 50/50                   |                                            |
| Time Warner Center                            | New York City          | Stati Uniti (bandiera)          | 229 m (751 ft)     | 55/55                   | Torri gemelle più alte del Nord America.   |
| One Shangri-La Place Twin Towers              | Mandaluyong            | Filippine (bandiera)            | 227 m (745 ft)     | 64/64                   |                                            |
| Complesso Parque Central                      | Caracas                | Venezuela (bandiera)            | 225 m (738 ft)     | 56/56                   | Torri gemelle più alte del Sud America.    |
| BSA Twin Towers                               | Mandaluyong            | Filippine (bandiera)            | 221 m (725 ft)     | 55/55                   |                                            |
| The Peak Twin Towers                          | Jakarta                | Indonesia (bandiera)            | 218 m (715 ft)     | 55/55                   |                                            |
| CITIC Pacific HQ & Mandarin Oriental          | Shanghai               | Cina (bandiera)                 | 218 m (715 ft)     | 49/49                   |                                            |
| Sheraton International Business Center        | Chongqing              | Cina (bandiera)                 | 218 m (715 ft)     | 42/42                   |                                            |
| City National Plaza                           | Los Angeles            | Stati Uniti (bandiera)          | 213,1 m (699 ft)   | 52/52                   |                                            |
| Keangnam Hanoi Landmark Tower                 | Hanoi                  | Vietnam (bandiera)              | 213 m (699 ft)     | 48/48                   |                                            |
| The St. Francis Shangri-La Place              | Mandaluyong            | Filippine (bandiera)            | 212,88 m (698 ft)  | 60/60                   |                                            |
| Anthill Residence Tower                       | Istanbul               | Turchia (bandiera)              | 210 m (689 ft)     | 54/54                   |                                            |
| Orchid Enclave                                | Mumbai                 | India (bandiera)                | 210 m (689 ft)     | 54/54                   |                                            |
| Dolmen City                                   | Karachi                | Pakistan (bandiera)             | 210 m (689 ft)     | 40/40                   |                                            |
| Berjaya Times Square                          | Kuala Lumpur           | Malaysia (bandiera)             | 203 m (666 ft)     | 48/48                   |                                            |
| Torri Folkart                                 | Smirne                 | Turchia (bandiera)              | 200 m              | 47                      |                                            |
| Bankers Hall                                  | Calgary                | Canada (bandiera)               | 197 m (646 ft)     | 52/52                   |                                            |
| Midtown Towers                                | Tel Aviv-Yafa          | Israele (bandiera)              | 197 m (646 ft)     | 50/50                   |                                            |
| The Tokyo Towers                              | Tokyo                  | Giappone (bandiera)             | 194 m (636 ft)     | 58/58                   |                                            |
| Lippo Centre                                  | Hong Kong              | Cina (bandiera)                 | 186 m (610 ft)     | 44/48                   |                                            |
| Immigration Tower e Revenue Tower             | Hong Kong              | Cina (bandiera)                 | 181 m (594 ft)     | 49/49                   |                                            |
| Jordan Gate Towers                            | Amman                  | Giordania (bandiera)            | 180 m (591 ft)     | 44/44                   |                                            |
| Absolute World                                | Mississauga            | Canada (bandiera)               | 179,5 m (589 ft)   | 56/50                   |                                            |
| Marina City                                   | Chicago                | Stati Uniti (bandiera)          | 179 m (587 ft)     | 65/65                   |                                            |
| Pacific Plaza Towers                          | Taguig                 | Filippine (bandiera)            | 179 m (587 ft)     | 49/49                   |                                            |
| Pacific Village Towers                        | Panama City            | Panama (bandiera)               | 179 m (587 ft)     | 47/47                   |                                            |
| Century Plaza Towers                          | Century City           | Stati Uniti (bandiera)          | 174 m (571 ft)     | 44/44                   |                                            |
| Concourse V &amp; VI                          | Sandy Springs          | Stati Uniti (bandiera)          | 173,7 m (570 ft)   | 34/34                   |                                            |
| Commerce Square                               | Philadelphia           | Stati Uniti (bandiera)          | 172 m (564 ft)     | 41/41                   |                                            |
| Renoir towers                                 | Buenos Aires           | Argentina (bandiera)            | 171,2 m (562 ft)   | 41/50                   |                                            |
| Blue and Green Diamond                        | Miami Beach            | Stati Uniti (bandiera)          | 170 m (558 ft)     | 44/44                   |                                            |
| Tekstilkent Plaza                             | Istanbul               | Turchia (bandiera)              | 168 m (551 ft)     | 44/44                   |                                            |
| Jade Beach and Jade Ocean                     | Sunny Isles Beach      | Stati Uniti (bandiera)          | 167 m (548 ft)     | 52/51                   |                                            |
| Tours Société Générale                        | Parigi                 | Francia (bandiera)              | 167 m (548 ft)     | 37/37                   | Torri gemelle più alte dell'Unione Europea |
| Selenium Twins                                | Istanbul               | Turchia (bandiera)              | 165 m (541 ft)     | 34/34                   |                                            |
| GA Twin Towers                                | Mandaluyong            | Filippine (bandiera)            | 165 m (541 ft)     | 30/30                   |                                            |
| Villa Serena Home Club                        | Balneário Camboriú     | Brasile (bandiera)              | 164 m (538 ft)     | 46/46                   | [ 4 ]                                      |
| Mulieris towers                               | Buenos Aires           | Argentina (bandiera)            | 164 m (538 ft)     | 46/46                   |                                            |
| El Faro towers                                | Buenos Aires           | Argentina (bandiera)            | 160 m (525 ft)     | 46/46                   |                                            |
| Sky Towers                                    | Kiev                   | Ucraina (bandiera)              | 160 m (525 ft)     | 42/32                   |                                            |
| HaArba'a Towers                               | Tel Aviv-Yafa          | Israele (bandiera)              | 160 m (525 ft)     | 38/34                   |                                            |
| Roppongi Hills Residences B and C             | Tokyo                  | Giappone (bandiera)             | 159 m (522 ft)     | 43/43                   |                                            |
| Alon Towers                                   | Tel Aviv-Yafa          | Israele (bandiera)              | 158 m (518 ft)     | 40/40                   |                                            |
| Sabanci Center                                | Istanbul               | Turchia (bandiera)              | 158 m (518 ft)     | 39/34                   |                                            |
| Trump Towers Istanbul                         | Istanbul               | Turchia (bandiera)              | 155 m (509 ft)     | 39/37                   |                                            |
| Deutsche Bank Twin Towers                     | Francoforte            | Germania (bandiera)             | 155 m (509 ft)     | 40/38                   |                                            |
| Residences of College Park                    | Toronto                | Canada (bandiera)               | 155 m (509 ft)     | 51/45                   |                                            |
| PSPF Towers                                   | Dar es Salaam          | Tanzania (bandiera)             | 153 m (502 ft)     | 35/35                   | Torri gemelle più alte d'Africa.           |
| WTC Colombo                                   | Colombo                | Sri Lanka (bandiera)            | 152 m (499 ft)     | 40/40                   |                                            |
| The Modern                                    | Fort Lee               | Stati Uniti (bandiera)          | 151 metri (495 ft) | 47/47                   |                                            |
| Salcedo Park Twin Towers                      | Makati                 | Filippine (bandiera)            | 151 m (495 ft)     | 45/45                   |                                            |
| Centre Square                                 | Philadelphia           | Stati Uniti (bandiera)          | 150 m (492 ft)     | 40/32                   |                                            |
| The Columns at Legazpi Village                | Makati                 | Filippine (bandiera)            | 150 m (492 ft)     | 41/41                   |                                            |
| JuBi Building                                 | The Hague              | Paesi Bassi (bandiera)          | 146 m (479 ft)     | 37/37                   |                                            |
| Cantavil Premier                              | Ho Chi Minh City       | Vietnam (bandiera)              | 144 m (472 ft)     | 36/36                   |                                            |
| TAT Twin Towers                               | Istanbul               | Turchia (bandiera)              | 143 m (469 ft)     | 42/32                   |                                            |
| Koryo Hotel                                   | Pyongyang              | Corea del Nord (bandiera)       | 143 m (469 ft)     | 40/40                   |                                            |
| Uphill Court                                  | Istanbul               | Turchia (bandiera)              | 143 m (469 ft)     | 42/32                   |                                            |
| Metrocity Millennium 2,3                      | Istanbul               | Turchia (bandiera)              | 143 m (469 ft)     | 35/35                   |                                            |
| Mirabilia Towers                              | Buenos Aires           | Argentina (bandiera)            | 142 m (466 ft)     | 46/45                   |                                            |
| Empire Tower                                  | Colombo                | Sri Lanka (bandiera)            | 142 m (466 ft)     | 37/35                   |                                            |
| Nile City Towers                              | Cairo                  | Egitto (bandiera)               | 142 m (466 ft)     | 34/34                   |                                            |
| Yacht Towers                                  | Buenos Aires           | Argentina (bandiera)            | 140,8 m (462 ft)   | 44/44                   |                                            |
| Alto Palermo Towers                           | Buenos Aires           | Argentina (bandiera)            | 140 m (459 ft)     | 35/35                   |                                            |
| TOBB Towers                                   | Ankara                 | Turchia (bandiera)              | 140 m (459 ft)     | 34/34                   |                                            |
| Dolfines Guaraní                              | Rosario                | Argentina (bandiera)            | 136,5 m (448 ft)   | 42/42                   |                                            |
| Saigon Pearl                                  | Ho Chi Minh City       | Vietnam (bandiera)              | 136 m (446 ft)     | 38/38                   |                                            |
| GS Towers                                     | Colombo                | Sri Lanka (bandiera)            | 135 m (443 ft)     | 36/36                   |                                            |
| Insignia Towers                               | Seattle                | Stati Uniti (bandiera)          | 134 m (440 ft)     | 41/41                   |                                            |
| Belgacom Towers                               | Brussels               | Belgio (bandiera)               | 134 m (440 ft)     | 28/28                   |                                            |
| Şişli TAT Center                              | Istanbul               | Turchia (bandiera)              | 130 m (427 ft)     | 26/26                   |                                            |
| Residencial del Bosque 1                      | Mexico City            | Messico (bandiera)              | 128 m (420 ft)     | 30/30                   |                                            |
| Kempinski Residences Astoria                  | Istanbul               | Turchia (bandiera)              | 127 m (417 ft)     | 27/27                   |                                            |
| Highlight Towers                              | Munich                 | Germania (bandiera)             | 126 m (413 ft)     | 32/27                   |                                            |
| Torri ENEL                                    | Napoli                 | Italia (bandiera)               | 122 m (400 ft)     | 33/33                   |                                            |
| Tours Mercuriales                             | Parigi                 | Francia (bandiera)              | 122 m (400 ft)     | 33/33                   |                                            |
| Harbor Towers                                 | Boston                 | Stati Uniti (bandiera)          | 121 m (400 ft)     | 40/40                   |                                            |
| Alem Plaza and Catalinas Plaza                | Buenos Aires           | Argentina (bandiera)            | 120 m (394 ft)     | 32/29                   |                                            |
| Royal Park Towers                             | Kotte                  | Sri Lanka (bandiera)            | 120 m (394 ft)     | 25/25                   |                                            |
| Torres de Santa Cruz                          | Santa Cruz de Tenerife | Spagna (bandiera)               | 120 m (394 ft)     | 35/35                   |                                            |
| Hung Vuong Plaza                              | Ho Chi Minh City       | Vietnam                         | 120 m (394 ft)     | 29/29                   |                                            |
| Sky City Tower                                | Hanoi                  | Vietnam                         | 120 m (394 ft)     | 31/31                   |                                            |
| Bulnes and Ruggieri towers                    | Buenos Aires           | Argentina (bandiera)            | 120 m (394 ft)     | 37/37                   |                                            |
| Bosmal City Center                            | Sarajevo               | Bosnia ed Erzegovina (bandiera) | 118 m (387 ft)     | 34/34                   |                                            |
| Saverio and Francesco Towers                  | Napoli                 | Italia (bandiera)               | 118 m (387 ft)     | 34/34                   |                                            |
| İşbank Tower 2,3                              | Istanbul               | Turchia (bandiera)              | 118 m (387 ft)     | 36/36                   |                                            |
| Swissôtel Tallinn                             | Tallinn                | Estonia (bandiera)              | 117 m (384 ft)     | 31/28                   |                                            |
| Rosslyn Twin Towers                           | Arlington              | Stati Uniti (bandiera)          | 116 m (381 ft)     | 31/31                   |                                            |
| Iceland Residencies                           | Colombo                | Sri Lanka (bandiera)            | 116 m (381 ft)     | 31/31                   |                                            |
| Oficinas en el Parque Torre 2                 | Monterrey              | Messico (bandiera)              | 115 m (377 ft)     | 28/24                   |                                            |
| Vincom Center                                 | Ho Chi Minh City       | Vietnam                         | 115 m (377 ft)     | 28/28                   |                                            |
| Casablanca Twin Center                        | Casablanca             | Marocco (bandiera)              | 115 m (377 ft)     | 28/28                   |                                            |
| Gate of Europe                                | Madrid                 | Spagna (bandiera)               | 115 m (377 ft)     | 26/26                   |                                            |
| Gemelos 26                                    | Benidorm               | Spagna (bandiera)               | 114 m (374 ft)     | 33/33                   |                                            |
| Torres d'Oboe                                 | Benidorm               | Spagna (bandiera)               | 114 m (374 ft)     | 31/31                   |                                            |
| Saint Gabriel and Saint Raphael Towers        | Lisbona                | Portogallo (bandiera)           | 110 m (361 ft)     | 32/32                   |                                            |
| The Centaurus Residential Towers              | Islamabad              | Pakistan (bandiera)             | 110 m (361 ft)     | 32/32                   |                                            |
| Ocean Club                                    | Atlantic City          | Stati Uniti (bandiera)          | 360 ft (110 m)     | 34/34                   |                                            |
| Denver World Trade Center                     | Denver                 | Stati Uniti (bandiera)          | 109 m (358 ft)     | 28/29                   |                                            |
| Port of Spain International Waterfront Centre | Port of Spain          | Trinidad e Tobago (bandiera)    | 108,8 m (357 ft)   | 27/27                   |                                            |
| Sky Office Tower                              | Zagabria               | Croazia (bandiera)              | 108 m (354 ft)     | 22/22                   |                                            |
| Plaza San Marco and Plaza Bucale towers       | Buenos Aires           | Argentina (bandiera)            | 107 m (351 ft)     | 36/34                   |                                            |
| Caballito Nuevo I-II                          | Buenos Aires           | Argentina (bandiera)            | 106 m (348 ft)     | 35/35                   |                                            |
| Rabobank Bestuurscentrum                      | Utrecht                | Paesi Bassi (bandiera)          | 105 m (344 ft)     | 27/27                   |                                            |
| Juan Felipe Ibarra Complex                    | Santiago del Estero    | Argentina (bandiera)            | 104,5 m (343 ft)   | 25/18                   |                                            |
| Residencial Islamar (Towers II and III)       | Benidorm               | Spagna (bandiera)               | 104 m (341 ft)     | 31/31                   |                                            |
| Centro Simon Bolivar                          | Caracas                | Venezuela (bandiera)            | 103 m (338 ft)     | 25/25                   |                                            |
| Ren Cen Towers 500 and 600                    | Detroit                | Stati Uniti (bandiera)          | 103 m (338 ft)     | 21/21                   |                                            |
| De Hoge Heren                                 | Rotterdam              | Paesi Bassi (bandiera)          | 102 m (335 ft)     | 34/34                   |                                            |
| Las Terrazas de Benidorm                      | Benidorm               | Spagna (bandiera)               | 101 m (331 ft)     | 30/30                   |                                            |
| Gemelos 22                                    | Benidorm               | Spagna (bandiera)               | 100 m (328 ft)     | 33/33                   |                                            |
| Canning Towers                                | Buenos Aires           | Argentina (bandiera)            | 100 m (328 ft)     | 31/31                   |                                            |
| River View Towers                             | Buenos Aires           | Argentina (bandiera)            | 100 m (328 ft)     | 31/31                   |                                            |
| Torri Garibaldi                               | Milano                 | Italia (bandiera)               | 100 m (328 ft)     | 25/25                   |                                            |
| Deneys Reitz                                  | Sandton                | Sudafrica (bandiera)            | 100 m (328 ft)     | 24/18                   |                                            |
| Torres de Manantiales                         | Mar del Plata          | Argentina (bandiera)            | 100 m (328 ft)     | 29/29                   |                                            |
| AGP Square                                    | Dili                   | Timor Est (bandiera)            | N/A                | 21/21                   |                                            |

### Proposti, in costruzione o distrutti

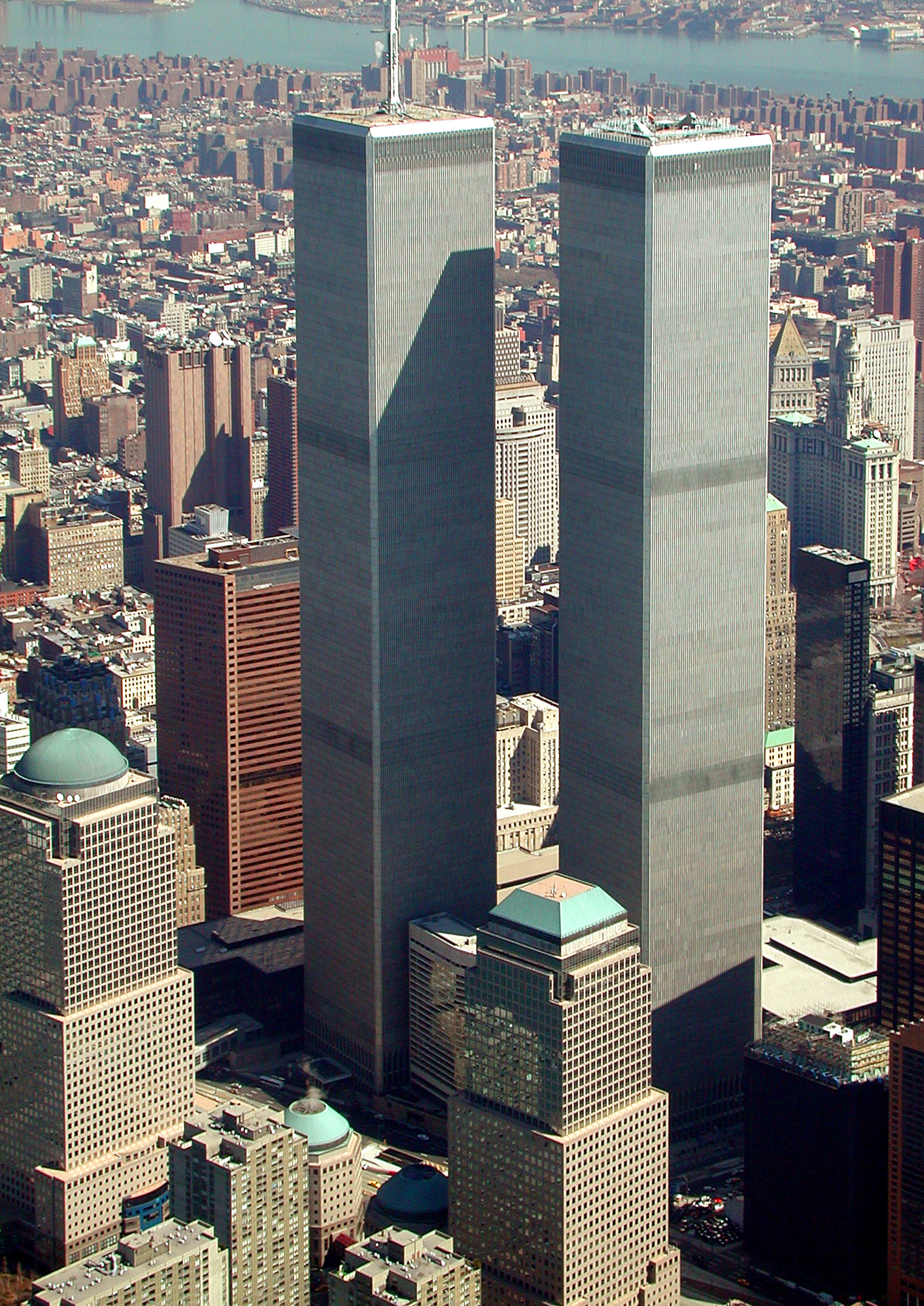
L'originale World Trade Center di New York in una foto del marzo 2001, sei mesi prima della sua distruzione.

| Nome                          | Città              | Paese                          | Altezza m (piedi) | Floors (T1/T2) | Status         | Notes                         |
| ----------------------------- | ------------------ | ------------------------------ | ----------------- | -------------- | -------------- | ----------------------------- |
| World Trade Center            | New York City      | Stati Uniti (bandiera)         | 417 m (1 368 ft)  | 110/110        | Distrutte      | Distrutte l'11 Settembre 2001 |
| Oasis Tower                   | Mumbai             | India (bandiera)               | 372 m (1 220 ft)  | 53/82          | In costruzione |                               |
| Gateway Towers                | Gandhinagar        | India (bandiera)               | 362 m (1 188 ft)  | 27/27          | In costruzione |                               |
| Haeundae LCT The Sharp        | Busan              | Corea del Sud (bandiera)       | 339 m (1 112 ft)  | 85/85          | In costruzione |                               |
| Orchid Crown                  | Mumbai             | India (bandiera)               | 337 m (1 106 ft)  | 75/75/75       | In costruzione |                               |
| Orchid Heights                | Mumbai             | India (bandiera)               | 328 m (1 076 ft)  | 80/80          | In costruzione |                               |
| Hermitage Towers              | Parigi             | Francia (bandiera)             | 320 m (1 050 ft)  | 86/85          | Proposto       |                               |
| Lokhandwala Minerva           | Mumbai             | India (bandiera)               | 310 m (1 017 ft)  | 85/85          | In costruzione |                               |
| Lamar Towers                  | Jeddah             | Arabia Saudita (bandiera)      | 310 m (1 017 ft)  | 73/73          | In costruzione |                               |
| Indonesia One Towers          | Jakarta            | Indonesia (bandiera)           | 303 m (994 ft)    | 64/60          | In costruzione |                               |
| Sky link                      | Mumbai             | India (bandiera)               | 301 m (988 ft)    | 85/85          | Approvato      |                               |
| Vida Za'abeel                 | Dubai              | Emirati Arabi Uniti (bandiera) | 329 m (1 079 ft)  | 73/64          | Proposto       |                               |
| Broadway Corridor Twin Towers | Portland           | Stati Uniti (bandiera)         | 296 m (971 ft)    | ???            | Proposto       |                               |
| Chelsea Gardens Tower         | Toronto            | Canada (bandiera)              | 285 m (935 ft)    | 88/88          | Approvato      |                               |
| Yachthouse Residence Club     | Balneário Camboriú | Brasile (bandiera)             | 277 m (909 ft)    | 81/81          | In costruzione |                               |
| India Bulls Sky Forest Tower  | Mumbai             | India (bandiera)               | 276 m (906 ft)    | 80/60          | In costruzione |                               |
| Capital Towers                | Moscow             | Russia (bandiera)              | 266 m (873 ft)    | 61/61/61       | In costruzione |                               |
| One Avighna Park              | Mumbai             | India (bandiera)               | 260 m (853 ft)    | 64/64          | In costruzione |                               |
| NEB Towers                    | Kotte              | Sri Lanka (bandiera)           | 256 m (840 ft)    | 70/70          | In costruzione |                               |
| The Destiny (Tower)           | Colombo            | Sri Lanka (bandiera)           |                   | 44/44          | In costruzione |                               |
| Oberoi Esquire Towers         | Mumbai             | India (bandiera)               |                   | 50/50/50       | In costruzione |                               |
| Bhoomi Celestia               | Mumbai             | India (bandiera)               | 250 m (820 ft)    | 40/40          | In costruzione |                               |
| Queens Place                  | Melbourne          | Australia (bandiera)           | 249 m (817 ft)    | 79/79          | Approvato      |                               |
| The One HCMC                  | Ho Chi Minh City   | Vietnam (bandiera)             | 240 m (787 ft)    | 55/48          | In costruzione |                               |
| One Shangri-la Place          | Mandaluyong        | Filippine (bandiera)           | 229 m (751 ft)    | 64/64          | In costruzione |                               |
| Vien Dong Meridian            | Da Nang            | Vietnam                        | 220 m (722 ft)    | 48/48          | In costruzione |                               |
| Karachi Financial Towers      | Karachi            | Pakistan (bandiera)            | 215 m (705 ft)    | 45/45          | In costruzione |                               |
| Sanya Towers                  | Amman              | Giordania (bandiera)           | 200 m (656 ft)    | 50/50          | In costruzione |                               |
| Gold Towers 42                | Phnom Penh         | Cambogia (bandiera)            | 192 m (630 ft)    | 42/42          | In costruzione |                               |
| Vauxhall Square               | London             | Regno Unito (bandiera)         | 168 m (551 ft)    | 49/49          | In costruzione |                               |
| Limketkai Hotel               | Cagayan de Oro     | Filippine (bandiera)           | 159 m (522 ft)    | 36/19          | In costruzione |                               |
| Ocean View Residences         | Colombo            | Sri Lanka (bandiera)           | 152 m (499 ft)    | 47/47          | In costruzione |                               |
| The Destiny                   | Colombo            | Sri Lanka (bandiera)           |                   | 44/44          | In costruzione | [ 10 ]                        |
| The Modern (building)         | Fort Lee           | Stati Uniti (bandiera)         | 151 m (495 ft)    | 47/47          | In costruzione | [ 11 ] [ 12 ] [ 13 ]          |
| Roccabella                    | Montréal           | Canada (bandiera)              | 147 m (482 ft)    | 40/40          | In costruzione |                               |
| Swissotel Towers              | Guayaquil          | Ecuador (bandiera)             | 145 m (476 ft)    | 40/40          | Proposto       |                               |
| Dawson Grand                  | Colombo            | Sri Lanka (bandiera)           | 140 m (459 ft)    | 42/42          | In costruzione |                               |
| James Monroe Building         | Richmond           | Stati Uniti (bandiera)         | 137 m (449 ft)    | 29             | Proposto       |                               |
| 1120 Denny Way                | Seattle            | Stati Uniti (bandiera)         | 134 m (440 ft)    | 41/41          | In costruzione |                               |

## Edifici e strutture con più di due torri gemelle
| Nome                               | Città            | Nazione             | Altezza (max.)              | Numero di colonne | Piani (max./min.)          | Stato                                      | Ref                  |
| ---------------------------------- | ---------------- | ------------------- | --------------------------- | ----------------- | -------------------------- | ------------------------------------------ | -------------------- |
| Krrish Square                      | Colombo          | Sri Lanka           | 420 m (1 378 ft)            | 3                 | 95/91/65                   | In costruzione                             |                      |
| Orchid Crown                       | Mumbai           | India               | 337 m (1 106 ft)            | 3                 | 75/75                      | In costruzione                             |                      |
| Uno Za'abeel                       | Dubai            | Emirati Arabi Uniti | 330 m (1 083 ft)            | 3                 | 90/70                      | In costruzione                             |                      |
| Vietnam Financial Center           | Ho Chi Minh City | Vietnam             | 285 m (935 ft)              | 5                 | 48/48                      | proposto                                   |                      |
| Sorrento                           | Hong Kong        | Cina                | 256 m (840 ft)              | 5                 | 81/73/71/69/67             | Completato                                 |                      |
| The Belcher's                      | Hong Kong        | Cina                | 227 m (745 ft)              | 6                 | 63/63/63/63/63/61          | Completato                                 |                      |
| Marina Bay Sands                   | Singapore        | Singapore           | 195 m (640 ft)              | 3                 | 55/55/55                   | Completato                                 | [ 14 ]               |
| Flame Towers                       | Baku             | Azerbaigian         | 182 m (597 ft)              | 3                 | 33/30/28                   | Completato                                 |                      |
| The Bridge                         | Phnom Penh       | Cambogia            | 154 m (505 ft)              | 4                 | 45/45/45/45                | Completato                                 |                      |
| Ren Cen Towers 100, 200, 300 e 400 | Detroit          | Stati Uniti         | 159 m (522 ft)              | 4                 | 39/39                      | Completato                                 |                      |
| Park Gate Residence (Wasl1)        | Dubai            | Emirati Arabi Uniti |                             | 4                 | 55/50/40/31                | In costruzione                             |                      |
| Keells OnThree20                   | Colombo          | Sri Lanka           |                             | 3                 | 37/37/37                   | In costruzione                             |                      |
| Centro Malecon                     | Santo Domingo    | Rep. Dominicana     | 122 m (400 ft)              | 3                 | 31/31                      | Completato                                 |                      |
| The Centaurus                      | Islamabad        | Pakistan            | 110 m (361 ft)              | 3                 | 32/32                      | Completato                                 |                      |
| Oberoi Esquire Towers              | Mumbai           | India               |                             | 3                 | 50/50                      | In costruzione                             |                      |
| Abraj Al Lulu                      | Seef             | Bahrein             |                             | 3                 | 50/40                      | Completato                                 |                      |
| Havelock City Project              | Colombo          | Sri Lanka           |                             | 9                 | 29/29/27/27/22/22/22/22/19 | Fase 1 completa, altre fasi In costruzione |                      |
| Mezza Residences                   | Quezon City      | Filippine           | 124,75 m (409,284777 piedi) | 4                 | 38/38/38/38                | Completato                                 | [ 15 ] [ 16 ] [ 17 ] |

## Elenco per continenti
Il seguente elenco mostra gli edifici gemelli completati più alti situati in ciascun continente: 
| Continente   | Costruzione                                              | Altezza          | Conteggio dei piani | Completato | Nazione     | Città           |
| ------------ | -------------------------------------------------------- | ---------------- | ------------------- | ---------- | ----------- | --------------- |
| Asia         | Torri Petronas                                           | 452 m (1 483 ft) | 88/88               | 1996       | Malaysia    | Kuala Lumpur    |
| Europa       | Città dei Capitali                                       | 301 m (988 ft)   | 76/65               | 2009       | Russia      | Mosca           |
| Nord America | Time Warner Center                                       | 229 m (751 ft)   | 55/55               | 2003       | Stati Uniti | New York City   |
| Oceania      | Non presenti                                             | N / A            | N / A               | N / A      | N / A       | N / A           |
| Sud America  | Parque Central Complex                                   | 225 m (738 ft)   | 60/60               | 1983       | Venezuela   | Caracas         |
| Africa       | PSPF Towers                                              | 153 m (502 ft)   | 35/35               | 2014       | Tanzania    | Dar es Salaam   |
| Antartide    | Long Duration Balloon (LDB) Payload Preparation Building | 15 m (49 ft)     | -                   | 2005       | Antartide   | McMurdo Station |